# Лесли
Лесли (фр. Leslie), (Острво Мен (фр. Mans), 4. фебруар 1985) је француска Р'н'Б певачица. Пажњу јавности привукла је после појављивања у емисији „Расадник звезда“ (фр. "Graines de star"). Ради са дуом „Кор енд Скал“ (фр. Kor' & Scalp).